# Ilana Bergerová
Ilana Bergerová (* 31. prosince 1962, Ciudad de México) je izraelská novinářka a bývalá profesionální tenistka. Ve své kariéře na okruhu WTA Tour nevyhrála žádný turnaj. V rámci okruhu ITF získala sedm titulů ve dvouhře a patnáct ve čtyřhře.
Na žebříčku WTA byla nejvýše ve dvouhře klasifikována v srpnu 1992 na 149. místě a ve čtyřhře pak v listopadu na 153. místě.
Za Izrael startovala na Letních olympijských hrách 1988 v Soulu.

## Osobní život a sportovní kariéra
Narodila se v roce 1965 v Ciudad de México. Tenis začala hrát v sedmi letech.
Na konci 80. let po dvouleté prezenční službě u Izraelských obranných sil se stala profesionální tenistkou. Za svou kariéru získala dvanáct medailí z Makabejských her, několik jíž jako veteránka ve smíšené čtyřhře spolu s  Šlomo Glicksteinem.
Při oslavách 50. výročí existence Státu Izrael byla zvolena jednou ze tří nejlepších hráček národní historie. Pětkrát vyhrála mistrovství Izraele v ženské dvouhře.
Za fedcupový tým Izraele odehrála v letech 1986–1992 ve Fed Cupu dvacet šest zápasů s celkovým poměrem 19 výher a 21 proher.

### Novinářka
Ve dvaceti šesti letech začala studovat literaturu a žurnalistiku. Sedm let pracovala jako sportovní korespondentka pro periodikum Haaretz. K roku 2011 zastávala funkci hlavní editorky internetových stránek Sportovního centra Telavivské univerzity.